# ACS (motorfiets)
ACS is een Franse endurance-motorfiets, ontwikkeld en gebouwd bij de Ateliers de Construction Siccardi.
René Siccardi maakte in zijn fabriek krukassen, vliegwielen, koppelingen enz. voor verschillende automerken. Hij werkte samen met François Denin, die voor BTMM (Bureau Technique Moteur Moderne) de weinig succesvolle Matra-twaalfcilinder Formule 1 motor had gemaakt.
Siccardi en Denin besloten samen een driecilinder Endurance-wegracer te bouwen. Die 999cc-motor, de ACS S.3, had dubbele bovenliggende nokkenassen en vier kleppen per cilinder en leverde 150 pk bij 11.000 tpm. De topsnelheid bedroeg 284 km/h. Het rijwielgedeelte werd gebouwd door Claude ("Pif") Fior.
De motor was in oktober 1981 klaar, maar de FIM veranderde de reglementen en bracht de maximale cilinderinhoud terug naar 750 cc.
Van de racemotor en de beloofde straatuitvoering werd nooit meer iets vernomen. Siccardi was later betrokken bij het MF-project (Moto Française).